# Рейзвих, Эдуард Александрович
Эдуард Александрович Рейзвих (30 марта 1991, Омск, СССР) — российский хоккеист, вратарь.

## Карьера
Хоккеем начал заниматься в Омске в 1997 году. Первый тренер — Евгений Александрович Корноухов. Хват клюшки — левый.
Выступал за «Авангард-2», «Омские Ястребы», «Авангард» (2007—2013, 2014—2015), «Ермак» (Ангарск)(2013), «Кубань» (Краснодар) (2013—2014), «Сарыарку» (Караганда)(2015—2016, 2018—2020), «Нефтяник» (Альметьевск) (2016—2017), «Сибирь» (Новосибирск)(2017—2018).
Играл за юниорскую сборную России. Серебряный призёр юниорского чемпионата мира. Чемпион МХЛ, обладатель Кубка Харламова 2012 года, обладатель Кубка Петрова 2019 года, Лучший вратарь ВХЛ 2019 года.
В мае 2020 года перешёл в новокузнецкий «Металлург».

## Достижения
- Серебряный призёр юниорского чемпионата мира 2008.
- Участник Кубка Вызова 2012.
- Обладатель Кубка Харламова 2012.
- Обладатель Кубка Петрова 2019.

## Семья
Жена Анна, сын — Марк, дочь — Елизавета.